# Diestota sculpturata
Diestota sculpturata är en skalbaggsart som beskrevs av Sharp 1908. Diestota sculpturata ingår i släktet Diestota och familjen kortvingar. Inga underarter finns listade i Catalogue of Life.